# Массовое убийство в Елгаве
Массовое убийство в Елгаве в июле-августе 1941 года — уничтожение евреев, советских активистов и сочувствовавших советской власти жителей Елгавы в Латвии подразделениями айнзацкоманды «1a» под руководством Альфреда Беку и латышскими коллаборационистами из команды Мартиньша Вагуланса.
29 июня 1941 года немецкая армия заняла Елгаву, уже на следующий день местные полицейские начали массовые аресты жителей. Всего в Елгаве и её окрестностях было уничтожено несколько тысяч человек из самого города и других районов Латвии.

## Подготовка
Важную роль в организации убийств играл Мартиньш Вагуланс, в 1934 году окончивший Латвийский университет и работавший впоследствии журналистом. Вагуланс был членом латышской националистической организации «Перконкрустс».
29 июня 1941 года в Елгаве Вагуланс познакомился с командиром оперативной группы «А» бригадефюрером СС Вальтером Шталекером. В выпуске бюллетеня «Ereignismeldungen» от 7 июля 1941 года Вагуланс назывался как первый из возможных кандидатов на должность командира второй латвийской «расстрельной» группы. Командиром первой группы был Виктор Арайс, проживавший в Елгаве с 1926 года и окончивший в 1930 году Елгавскую гимназию. Вагуланс занял должность начальника штаба городской полиции безопасности, став также редактором городской газеты Nacionālā Zemgale, ставшую публиковать антисемитские материалы. По замечанию историка А. Эзергайлиса, уровень антисемитизма в ней превосходил общелатвийскую газету Tēvija.
З0 июня 1941 года в городе начались массовые аресты жителей. Аресты были организованы вновь сформированными латышскими СД (вспомогательная тайная полиция безопасности — Hilfspolizei der Sicherheils Polizei und des SD), городской, железнодорожной и резервной полицией. Личный состав полицейских был набран в основном из местных жителей.
В Елгавском уезде были созданы пять полицейских участков. Начальниками полиции в разное время были капитан Юрсонс, полковник-лейтенант Дзенитис и майор Камалдниекс. Вагуланс привлекал в свою команду бывших айзсаргов и полицейских. К концу июля под его командованием было 300 человек, из них 100 в самой Елгаве.

## Аресты
Арестованные помещались в городской тюрьме с очень плохими условиями содержания, начальником тюрьмы стал Альфред Дуцен. Как показал впоследствии рабочий кожевенного завода Грибанов (арестованный 30 июня 1941 года и просидевший в тюрьме до 14 июля 1944 года, когда он был вывезен в Германию), «в тюрьме содержалось более 1400 человек, а за время моего нахождения до 14.07.44 г. через тюрьму прошло не менее пяти тысяч человек. В моей камере, рассчитанной на 2 человек, содержалось 8 человек, а в камерах на 8 человек содержалось до 35 человек». После переполнения тюрьмы арестованных вывозили в имение «Сиеру муйжа» в трёх километрах от города, где был создан концентрационный лагерь.
С самого начала оккупации начались расстрелы местных жителей. Так, в первые дни бывшие айзсарги арестовали пионервожатого и политрука Залениекского училища Херберта Лиепиня и его шурина Кристапа Бинджулена. 14 октября 1941 года они были расстреляны. 27-28 мая 1942 года в лесу были расстреляны 280 цыган, из них только 56 человек были взрослые, остальные — дети.

## Уничтожение евреев
Аресты евреев в Елгаве также начались уже 30 июня 1941 года. Большую активность кроме Вагуланса в этом проявили командир 2 роты резервной полиции Арвид Стирна и подполковники бывшей Латвийской армии Николай Бебрис и Янис Друваскалнс.
Для уничтожения евреев прибыли немецкие подразделения: ЕК-1а (в Елгаве с 29 июня), Teilkommando ЕК-2 (в Елгаве с первых дней июля); 4 июля в Елгаву из Риги вместе с 1-м взводом 1-й роты 9-го немецкого батальона полиции прибыл представитель ЕК-2 штурмфюрер Альфред Бек. Ещё до прибытия основных немецких частей полицейские начали облаву на евреев. Так, полицейский Рудольф Валбакс позднее рассказывал жителям, как он раздевал женщин, стариков, а потом расстреливал их. По его словам, маленьких детей они не расстреливали, а брали за ноги и били головой о дерево.
2 июля городская служба безопасности и городская управа отдали распоряжение, согласно которому евреям запрещалось посещать театр, кино, музеи и публичные парки, вечера отдыха. 3 июля предприятиям города было предписано немедленно уволить всех евреев с работы. 4 июля эти распоряжения были опубликованы в газете Nacionālā Zemgale.
3 июля была подожжена синагога на берегу реки Дриксы, на перекрёстке бульвара Чаксте и улицы Уденс. В огне погибли раввин и несколько прихожан, отказавшихся покинуть здание.
До 18 часов 5 июля евреям с улиц Звейниеку, Лапскална, Казармес, Пулквиежа Бриежа, Добелес, Вальню, Лиетувас до улицы Платонес и евреям правобережной части Елгавы было приказано покинуть места проживания. Они были помещены в нескольких пустых домах. С 6 июля евреям запрещалось пользоваться радиоприёмниками. Новым распоряжением было запрещено продавать евреям любые товары.
С начала июля евреев отдельными группами начали вывозить на грузовиках или выводить пешком за город, где их расстреливали. Член команды Альфреда Бека Вильгельм Аделт описывал процесс следующим образом («преступниками» он называл евреев):

Среди евреев были мужчины, женщины и дети. Мужчин было больше всего. Помнится, что яма не была выкопана заранее. Преступникам нужно было выкопать яму после того, как их привезли к месту казни. После этого 8 или 10 евреев выстраивались в ряд лицом к яме. Расстреливали евреев члены СД, которые стояли в 5-8 метрах от ямы. Для расстрела использовались винтовки… Сколько человек стреляло в одного еврея, я не знаю. Команду стрелять отдавал Бек. Некоторые преступники падали в яму, другие оставались лежать рядом. Следующая группа преступников должна была сбросить в яму тела тех, кто не упал туда сразу. Были ли они уже все мертвы, я не знаю. Но я видел, как Бек лично подходил к яме и стрелял, добивая тех, кто был ещё жив. После этого у ямы выстраивалась другая группа преступников, которую расстреливали точно таким же образом… Когда все закончилось, латыши засыпали яму. Яма была длиной от 20 до 50 метров и глубиной 2 метра… Каждый день преступники выкапывали новую яму. В течение трех дней были убиты примерно 500—600 человек. Преступники должны были раздеваться до нижнего белья. Но я не видел, чтобы это делали женщины. Одежду латыши собирали и уносили прочь. Драгоценности и деньги, конечно же, необходимо было сдавать. Однако, возможно, что у евреев к этому времени уже не было никаких драгоценностей. Бек говорил, что евреев убивают из-за того, что они должны быть уничтожены…

В изданной в Иерусалиме в 1980 году издательством «Тарбут» «Чёрной книге» (под редакцией Василия Гроссмана и Ильи Эренбурга) упоминалось о случаях «охоты» на евреев для развлечения. Одним из организаторов «охот» в Елгаве и Елгавском уезде был барон Эмден. Участниками одной из «охот», кроме Эмдена, были капитан Цукурс, майор Арайс, префект Риги Штиглиц, унтерштурмфюрер Егер, группенфюрер Копиц, братья Брунс. Во время одной из «охот» её организаторы потребовали у директора торфоразработок 200 евреев — женщин и детей. Евреев разбили на группы в 10-15 человек, выгнали в поле и сказали, что в течение 8 минут они могут пытаться спрятаться в ближайшем лесу. Через 8 минут эсэсовцы выпускали дрессированных собак, которые загрызали не успевших убежать. Спрятавшихся в лесу гнали к поляне, где барон Эмден с друзьями стреляли в них из охотничьих ружей.
1 августа 1941 года вышло распоряжение Вагуланса, ставшее сигналом к окончательному уничтожению евреев: «Приказываю всем жидам, проживающим в Елгаве и Елгавском уезде, до 12 часов дня 2 августа оставить территорию города и уезда. Виновные в неисполнении этого требования будут наказаны по законам военного времени».
21 августа в Nacionālā Zemgale[уточнить] вышло решение городской управы о закрытии в городе еврейской школы — «так как жидов в Елгаве больше нет». К сентябрю 1941 года почти все евреи Елгавы были уничтожены. После этого у всех въездов в город были поставлены круглые желтые дорожные знаки с надписью «Митава свободна от евреев».
12 августа 1941 года гебитскомиссар Земгальского округа барон Эберхард фон Медем в докладе генеральному комиссару оккупированной Латвии О. Дрекслеру отмечал, что местные члены отрядов «Самообороны» при уничтожении евреев «совершенно утратили человеческий облик». 29 августа фон Медем заявил, что «не только Елгава, но также и вся Земгале свободна от евреев».
Всего в Елгаве и её окрестностях было уничтожено несколько тысяч человек из самого города и других районов Латвии.